# Ukrajna autóútjai
Ukrajna úthálózata három csoportra osztható: a nemzetközi utak, az államon belüli utak, és a helyi utak.

## Az E-jelölésű nemzetközi utak
Az európai úthálózathoz tartozó autópályák az egész európai földrészt átszelik, a Brit-szigeteket, Közép-Ázsiát és a Kaukázus-hegységet beleértve.
| E-szám | Összekötött helyek         | Hossz   | Prioritás       | irány         |
| ------ | -------------------------- | ------- | --------------- | ------------- |
| E-38   | E-101 Hluhivtól Kurszkig   | 37 km   | közepes         | kelet–nyugati |
| E-40   | Jaroszlavtól Volgográdig   | 1452 km | kulcsfontosságú | kelet–nyugati |
| E-50   | Kassától Rosztov-na-Donuig |         | kulcsfontosságú | kelet–nyugati |

## Autópályák
Ukrajnában két szakaszon működik autópálya, Kijevtől Boriszpilig (18 km), valamint Harkivtól Dnyipróig (175 km).

## Állami autóutak
Az ország határon belül maradó autóutai három fajtára oszlanak: Az országhatárig vivő és másik országban folytatódó (M), országon belül maradó (H), és az egyes országrészekhez tartozó (P).

### Az M-hálózat autóútjai
Ezen utak összhossza 8081 kilométer, amely 23 egymástól független autópálya úthossza.
| Útszám | Összkötött pontok                          | Úthossz                              |
| ------ | ------------------------------------------ | ------------------------------------ |
| M 01   | Kijevtől a fehéroroszországi Homelig       | 206 km                               |
| M 02   | Kiptitől az oroszországi Brjanszkig        | 243 km                               |
| M 03   | Kijevtől az Oroszországi Rosztov-na-Donuig | 844 km                               |
| M 04   | Znamjankától az Oroszországi Volgográdig   | 567 km                               |
| M 05   | Kijevtől Odesszáig                         | 453 km                               |
| M 06   | Kijevtől a magyarországi Budapestig        | 822 km                               |
| M 07   | Kijevtől a lengyelországi Lublinig         | 487 km                               |
| M 08   | Ungvár körüli körgyűrű                     | 14 km                                |
| M 09   | Lvivtől a lengyelországi Lublinig          | 63 km                                |
| M10    | Lvivtől a lengyelországi Krakkóig          | 62 km (a mellékutakkal együtt 77 km) |
| M11    | Lvivtől a lengyelországi Krakkóig          | 72 km                                |
| M 12   | Sztrijtől Znamjankáig                      | 747 km                               |
| M 13   | Kropivnickijtől a moldovai Chișinăuig      | 254 km                               |
| M 14   | Odesszától az oroszországi Taganrogig      | 624 km                               |
| M15    | Odesszától a romániai Bukarestig           | 244 km                               |
| M16    | Odesszától a moldovai Chişinăuig           | 59 km                                |
| M17    | Herszontól Kercsig                         | 424 km                               |
| M18    | Harkivtól Jaltáig                          | 683 km                               |
| M 19   | Domanovétól a romániai Bukarestig          | 504 km                               |
| M 20   | Harkivtól Scserbakivkáig                   | 29 km                                |
| M 21   | Zsitomirtól Mohiljov-Pogyilszkijig         | 221 km                               |
| M 22   | Poltavától Olekszandrijáig                 | 187 km                               |
| M 23   | Beregszásztól Felsőveresmartig             | 50 km                                |

## Fordítás
- Ez a szócikk részben vagy egészben  a   Roads in Ukraine című angol Wikipédia-szócikk fordításán alapul.  Az eredeti cikk szerkesztőit annak laptörténete sorolja fel. Ez a jelzés csupán a megfogalmazás eredetét és a szerzői jogokat jelzi, nem szolgál a cikkben szereplő információk forrásmegjelöléseként.